# Jules Boyer (architecte)
Pour les articles homonymes, voir Jules Boyer et Boyer.
Jules Boyer est un architecte de Châteaulin qui a construit des églises dans le Finistère dans la seconde moitié du XIXe siècle.

## Sa vie
Il a été architecte de l'arrondissement de Châteaulin.

## Ses œuvres
On recense douze églises construites par lui dans le centre du Finistère, toutes de style néogothique, mais trois d'entre elles avec des façades de style néoclassique toutefois.
- Morlaix : certains bâtiments de la manufacture des tabacs de Morlaix.
- Bolazec : église paroissiale Notre-Dame et Saint-Guénaël (1865).
- La Feuillée: église paroissiale Saint-Jean-Baptiste [2] (1860).
- Plonévez-Porzay : église paroissiale Saint-Milliau.
- Plouyé : église paroissiale Saint-Pierre (1862-1864).
- Pont-de-Buis-les-Quimerch : église paroissiale du Sacré-Cœur de Quimerch (1879), en partie en kersantite et son presbytère [3].
- Port-Launay : la fontaine de l'actuelle place du général De Gaulle [4].